# Fiat Panorama
A Panorama é um carro fabricado pela Fiat de configuração "perua", derivada do Fiat 147. Iniciou sua produção em 1980 e terminou em 1986, sendo substituída pela Fiat Elba, perua derivada do Uno, que iniciou a produção no mesmo ano. Na ocasião de seu lançamento, a linha 147 passava por uma reestilização chamada de Europa e já contava com uma versão picape, denominada Fiat City (primeira derivada de automóvel do Brasil) e uma versão furgão, denominada Fiat Fiorino.
Sua segunda e última reestilização foi em 1983 quando ganhava a frente do Fiat Spazio, última geração do 147. Foi equipada com os motores 1050 (somente na versão C a gasolina) e 1300 do Fiat 147, como toda linha veio somente na versão de 2 Portas, devido na época haver uma grande rejeição aos carros de 4 portas no Brasil e o fato de fazer mais sucesso para famílias que pensavam erroneamente ser este aspecto essencial à maior na segurança de seus filhos no banco de trás.
Houve uma versão exportada para Europa e países latinos, com motor 1.3 litros a Diesel. No total, em todas as versões, 115 986 unidades foram produzidas e aproximadamente metade (58 413 unidades) foram comercializadas no Brasil, sendo o restante exportado para a Europa e países da America Latina como Argentina, Chile e Venezuela.